# Chaetodon oxycephalus
El Chaetodon oxycephalus es una especie de pez del género Chaetodon. 
Se distribuye por las islas de los océanos Índico y Pacífico, en arrecifes de coral cercanos a las costas, a profundidades entre 30 y 60 m, preferentemente por los 40 metros. Sus alimentos preferidos son el coral y la anémona.
Alcanza hasta 15 cm de longitud. Es un pez blanco brillante, con cuatro franjas en el cuerpo, típicas de su género. En la parte corpórea trasera, se concentra el color negro y la aleta trasera, parte del lomo y del vientre, son de color amarillo fuerte o verdoso (desde otro punto de vista). Además de la franja oscura cruzando ambos ojos, lleva en la nuca una mancha negra, lo que da honor a su nombre común: pez mariposa de punto en la nuca